# 画像誘導放射線治療
画像誘導放射線治療（英語: image-guided radiatiotherapy (IGRT)）とは、2方向以上の二次元画像、三次元画像、または三次元患者体表面構造を利用して、治療計画時の基準位置からの患者位置変位量を三次元的に計測し位置補正することで、治療計画で決定した照射位置を可能な限り再現する照射技術である。

## 概要
強度変調放射線治療などの高精度放射線治療を体幹部腫瘍の治療に応用する場合には、呼吸性変動や周囲臓器の変化などによる腫瘍の位置移動に対する対策が大きな課題となる。IGRTは高精度放射線治療を高い精度で行うもので、リアルタイムに得られた画像により、患者の呼吸状態・体動その他の位置変化を修正し的確な放射線照射を確保するものである。
IGRTの例としては、コーンビームコンピュータ断層撮影（CBCT）を治療計画時のコンピュータ断層撮影（computed tomography: CT）と照合することが挙げられる。また、IGRTには、キロボルト（kV）X線画像またはメガボルト（MV）X線画像を、治療計画時のCTから得られたデジタル再構成X線写真（digital reconstructed radiographs: DRR）と照合することも含まれる。これら2つの方法は、現在採用されているIGRTの大部分を占めている。